# Erstickung

Warnzeichen vor Erstickungsgefahr nach ISO 7010

Erstickung (auch lateinisch Suffocatio oder deutsch Suffokation, von suffocare „die Kehle zuschnüren, ersticken, strangulieren“) ist die medizinische Bezeichnung für alle Vorgänge, die aufgrund einer verminderten Atmung (Asphyxie), aber auch einer beeinträchtigten Sauerstoffaufnahme oder -verarbeitung zum Tod durch Sauerstoffmangel führen. In der Antike, im Mittelalter und selbst in der Neuzeit wurden nicht selten Todesstrafen auf diese Weise vollstreckt (Garottieren sowie Erhängen am kurzen Strick).

## Formen
Ursachen für Erstickung sind:
- eine Beeinträchtigung der Atemtätigkeit, siehe Atemlähmung, Atemstillstand z. B. in Folge einer Verschüttung oder unter Wasser
- eine unzureichende Konzentration von Sauerstoff in der Atemluft (z. B. in großen Höhen, abgedichteten Räumen oder bei einer zu hohen Konzentration an erstickenden Gasen, wie beispielsweise Kohlenstoffdioxid[2] oder Narkosegas)
- als inneres Ersticken eine Blockade der Atmungskette oder der Sauerstoffaufnahme  durch die roten Blutkörperchen, beispielsweise infolge einer Kohlenstoffmonoxidvergiftung oder bei der Taucherkrankheit
- vagale Reflexe, der Bolustod

Wie bei der Atmung selbst wird auch hier in äußere und innere Formen der Erstickung unterteilt:

### Äußere Erstickung
Als äußere Erstickung gelten diejenige durch
- eine erniedrigte Sauerstoffkonzentration der Atemluft von weniger als 130 mbar O2-Partialdruck in
  - großer Höhe (hypobare Hypoxie): bei unterschiedlicher individueller Empfindlichkeit meist in Höhenlagen ab 4000 m. Dies gilt nicht für einzelne, entsprechend gut vorbereitete Extremsportler. So bestiegen der Südtiroler Reinhold Messner und der Österreicher Peter Habeler 1978 als erste Bergsteiger den 8848 Meter hohen Mount Everest ohne Sauerstoffgerät. Siehe auch: Höhenmedizin
  - abgedichteten Räumen: durch Verbrauch des Sauerstoffs in der Atemluft. Taphephobie als die Angst vor einem Scheintod mit Ersticken im Sarg ist eine der sog. isolierten Phobien.
  - Anwesenheit von Inertgasen, meist Stickstoff, die den Sauerstoff verdrängen; in engen, unbelüfteten Räumen wie Tanks, Behältern und Schächten und Kellern. Der deutsche Name für das chemische Element Stickstoff beruht auf ebendieser seiner Eigenschaft, Flammen und Lebewesen zu „ersticken“.
- Verlegung oder Einengung der Atemwege durch:
  - ein Zurücksinken der Zunge bei Bewusstlosigkeit (Glossoptose)
  - Aspiration, beispielsweise als Aspiration von Blut oder Mageninhalt oder als Fremdkörperaspiration mit Ertrinken als spezifischer Form
  - körpereigene Sekrete (Schleim) oder Gewebe:
    - Schleimhautschwellungen infolge von entzündlichen Veränderungen oder allergischen Reaktionen, zum Beispiel Stimmritzen-Ödem (Glottisödem)

  - Gewalt (etwa Strangulation durch Erwürgen, Erdrosseln oder Erhängen)
- Atemlähmungen unterschiedlicher Ursache

### Innere Erstickung
Bei der inneren Erstickung (das heißt bei normaler Sauerstoffkonzentration in der Atemluft und ungehinderter Atemtätigkeit) kann eine Einteilung anhand der spezifischen Angriffspunkte oder – wie hier – anhand der Auslöser erfolgen:
- Erstickungsgase, die nicht über eine bloße Verdrängung des Sauerstoffs aus der Atemluft wirken, sind
  - Kohlenmonoxid (CO): bindet 250-mal besser an Hämoglobin als Sauerstoff (kompetitiver Antagonismus), siehe Kohlenstoffmonoxidvergiftung
  - Schwefelwasserstoff (H2S): ein Hemmer der mitochondrialen Atmungskette, siehe Schwefelwasserstoffvergiftung
  - Blausäure (Cyanwasserstoff, HCN): führt ebenso wie Schwefelwasserstoff zur Blockade der Atmungskette und wurde in den Gaskammern der nationalsozialistischen Vernichtungslager (als sog. Zyklon B) eingesetzt. Auch heute noch wird sie zur Vollstreckung der Todesstrafe in den Gaskammern der US-Bundesstaaten Arizona, Kalifornien und Missouri verwendet.

## Atemstillstand
Zwar ist jeder Endzustand einer Erstickung mit einem Atemstillstand verbunden, doch führt nicht jeder Atemstillstand zum Ersticken. So können beim obstruktiven Schlafapnoesyndrom (OSAS) im Schlaflabor pro Nacht Atemstillstände von jeweils wenigen Sekunden bis hin zu mehreren Minuten mit entsprechendem Abfall der Sauerstoffsättigung im Gewebe registriert werden, meist ohne dass akute Schädigungen auftreten.

## Rechtsmedizin
Rechtsmedizinisch wird die äußere Erstickung allerdings nicht unter dem Gesichtspunkt pathophysiologischer Grundsätze, sondern dem der äußeren Verursachung betrachtet, letztlich somit im Rahmen eines Untersuchungsauftrags bei Fragen nach Schuld und Haftung untersucht. Unter dieser Sichtweise hat auch die innere Erstickung als Folge des Einsatzes von Cyanwasserstoff eine äußere Ursache.

## ICD-10
Nach ICD-10 werden nur das Ersticken durch Strangulation sowie ein systemischer Sauerstoffmangel durch mechanische Behinderung der Atmung oder niedrigen Sauerstoffgehalt der Umgebungsluft als „T71“ unter Erstickung zusammengefasst.
- Der Sauerstoffmangel in großer Höhe wird unter „Sonstige und nicht näher bezeichnete Schäden durch äußere Ursachen“ als „Sonstige und nicht näher bezeichnete Schäden durch große Höhe“ (T70.2) erwähnt.
- Die Aspiration von Fremdkörpern ist eine der „Folgen des Eindringens eines Fremdkörpers durch eine natürliche Körperöffnung“, genauer ein „Fremdkörper in den Atemwegen“ (T17.-) mit weiterer Einteilung nach anatomischer Lokalisation (so „Fremdkörper in der Trachea“, T17.5; „Fremdkörper an sonstigen und mehreren Lokalisationen der Atemwegen“, T17.8; „Fremdkörper in den Atemwegen, Teil nicht näher bezeichnet“, T 17.9)
- Die Kohlenmonoxidvergiftung jeder Herkunft wird unter „Toxische Wirkungen von vorwiegend nicht medizinisch verwendeten Substanzen“ als „Toxische Wirkung von Kohlenmonoxid“ eingeordnet und erhält das Kürzel T58
- Die Wirkung von Schwefelwasserstoff wird unter „Asphyxie durch sonstige Gase, Dämpfe oder sonstiger Rauch“ mit T59.- eingeordnet.